# Hans Dorr
Hans Dorr (Sontheim, 7 aprile 1912 – Judenburg, 21 marzo 1945) è stato un militare tedesco della Wehrmacht durante la Seconda guerra mondiale.

## Biografia
Di origini contadine, Dorr frequentò la scuola elementare e completando infine i suoi studi con una scuola professionale per la durata di tre anni, lavorando infine come macellaio.
Nel mese di aprile del 1933, decise di entrare nel 29º gruppo delle SS a Ottobrunn. Completò il suo addestramento di base nei corpi di fanteria da gennaio a metà maggio del 1934 con il 6º gruppo di polizia di Monaco di Baviera. Dal 1º ottobre 1934 Dorr frequentò un corso per aspiranti ufficiali presso le SS sino a raggiungere il grado di SS-Rottenführer dapprima come capogruppo e poi come vice capoplotone. Il 15 novembre 1935 venne promosso SS-Unterscharführer ed il 20 aprile 1937 venne promosso SS-Scharführer. Dall'ottobre 1937 al 1 agosto 1938, Dorr frequentò un corso alla SS Junker School di Bad Tölz, uscendone con la promozione a SS-Standartenjunker. Da metà ottobre del 1938 venne impiegato come capo plotone della 10ª compagnia e prese parte all'occupazione dei Sudeti e della Repubblica Ceca.
Con lo scoppio della seconda guerra mondiale, dal settembre del 1939 prese parte all'attacco alla Polonia con la 10ª compagnia delle SS, subordinata a sua volta alla 14ª armata, e venne poi impiegato sia in Alta Slesia che in Polonia meridionale. Nel corso di questa campagna, Dorr venne ferito il 17 settembre 1939. Il 14 novembre 1939, ricevette la 2ª classe della Croce di Ferro. Dopo un breve periodo di ospedalizzazione, Dorr venne impiegaot dal 5 novembre 1939 a metà febbraio 1940 come comandante di compagnia della 10ª compagnia. In questa funzione fu promosso al grado di SS-Obersturmführer il 30 gennaio 1940. Dal 15 febbraio 1940 fino a quando fu nuovamente ferito il 25 maggio 1940 nella campagna occidentale, Dorr fu ufficiale d'ordinanza del III battaglione delle SS. Il 20 agosto 1940 gli venne assegnata la prima classe della Croce di Ferro.
Il 15 settembre 1940 venne nominato comandante della 1ª compagnia del reggimento motorizzato "Germania" delle SS. Dal novembre del 1940, Dörr venne promosso al grado di SS-Hauptsturmführer, e col suo reggimento passò alla nuova divisione SS "Wiking". Prese parte con questa all'attacco all'Unione Sovietica dal 19 dicembre 1941, ricevendone la croce tedesca in oro ed ottenendo il comando della 1ª compagnia del reggimento "Germania" fino al 20 aprile 1942. Lo stesso giorno ricevette il distintivo per feriti in oro e venne temporaneamente trasferito in riserva.
Il 1º giugno 1942 fu nominato capo della 4ª compagnia del reggimento di fanteria SS "Germania" che guidò fino al 20 febbraio 1943. Il 27 settembre 1942, Dorr venne insignito della croce di cavaliere della Croce di Ferro. Dal 20 febbraio 1943, venne trasferito al battaglione delle SS Panzer Grenadier. Il 1 aprile 1943 fu nominato comandante di battaglione del 1º battaglione del suddetto reggimento di fanteria SS "Germania" e il 9 novembre 1943 venne nominato SS-Sturmbannführer.
Il 13 novembre 1943, Dorr ottenne le foglie di quercia per la sua croce di cavaliere della Croce di Ferro dopo aver riconquistato l'area di Sselishche - Kaniw con il III. Panzer Corps e per aver condotto indenni i suoi uomini. Il 17 maggio 1944, Dorr venne nominato comandante del 9º reggimento di SS Panzer Grenadier "Germania", che comandò fino alla sua morte. In questa veste, il 9 luglio 1944 Dorr ricevette anche le spade alla decorazione della Croce di Ferro per la distinzione avuta nei combattimenti di Orlowez dal 31 gennaio al 5 febbraio 1944 e dal 9 all'11 febbraio 1944 presso Arbusino, e ancora dal 12 al 14 febbraio 1944 presso Schanderowka, e dal 15 al 15 febbraio 1944 presso Buda, nonché per lo sfondamento dalla sacca di Cricassia il 17 febbraio 1944. Il 18 agosto 1944 fu promosso al grado di SS-Obersturmbannführer.
Il 21 gennaio 1945, il 9º reggimento granatieri SS Panzer, come parte della 5ª divisione SS Panzer "Wiking", venne coinvolto nella ricattura di Budapest. Dopo la cattura di Sárosd, a sud-ovest di Budapest, il posto di comando del reggimento fu colpito dal fuoco anticarro sovietico, nel bel mezzo di un briefing. Diversi ufficiali presenti vennero uccisi e lo stesso Dorr venne ferito per la sedicesima volta nella sua carriera. Il 21 marzo 1945, ad ogni modo, Dorr morì a causa delle ferite riportate in un ospedale nei pressi di Judenburg e venne sepolto nel cimitero locale.